# Río Ashé
El río Ashé (del ruso: Аше́) es un río del Cáucaso Occidental que desemboca en la orilla nordeste del mar Negro. Está situado en el territorio administrativo del distrito de Lázarevskoye de la unidad municipal de la ciudad-balneario de Sochi, en el krai de Krasnodar de Rusia.

## Curso
El río nace de la confluencia de los ríos Bekishéi y Bolshoye Pseushjo al este de Lygotj, discurre en un principio hacia el oeste, pasando por la anterior localidad, Kalezh y Jadzhiko. Poco después vira al sudoeste y se mantiene en este rumbo dejando en sus orillas Mujortova Poliana, Tíjonovka y Ashé, donde desemboca en el mar Negro. Su valle, de interés turístico, está poblado de frondosos bosques, y en él hay numerosas atracciones naturales, como la Roca de los Ancianos (Скала Стариков), la cascada Psydaj (Водопад Псыдах), la cascada Shapsug (Водопад Шапсуг) o la cueva de las Brujas (Пещера Ведьм), e históricas, entre las que destacan los dólmenes.
Según algunos investigadores, el nombre del río deriva del linaje abjaso Achba, que poseía las tierras del curso bajo del río. En 1991 se produjo una riada que daño severamente el aul Kalezh. Sobre su desembocadura se halla un puente ferroviario diseñado por el ingeniero Vladímir Shújov, por el que transitan los trenes de la línea Tuapsé-Sujumi del ferrocarril del Cáucaso Norte.

## Galería

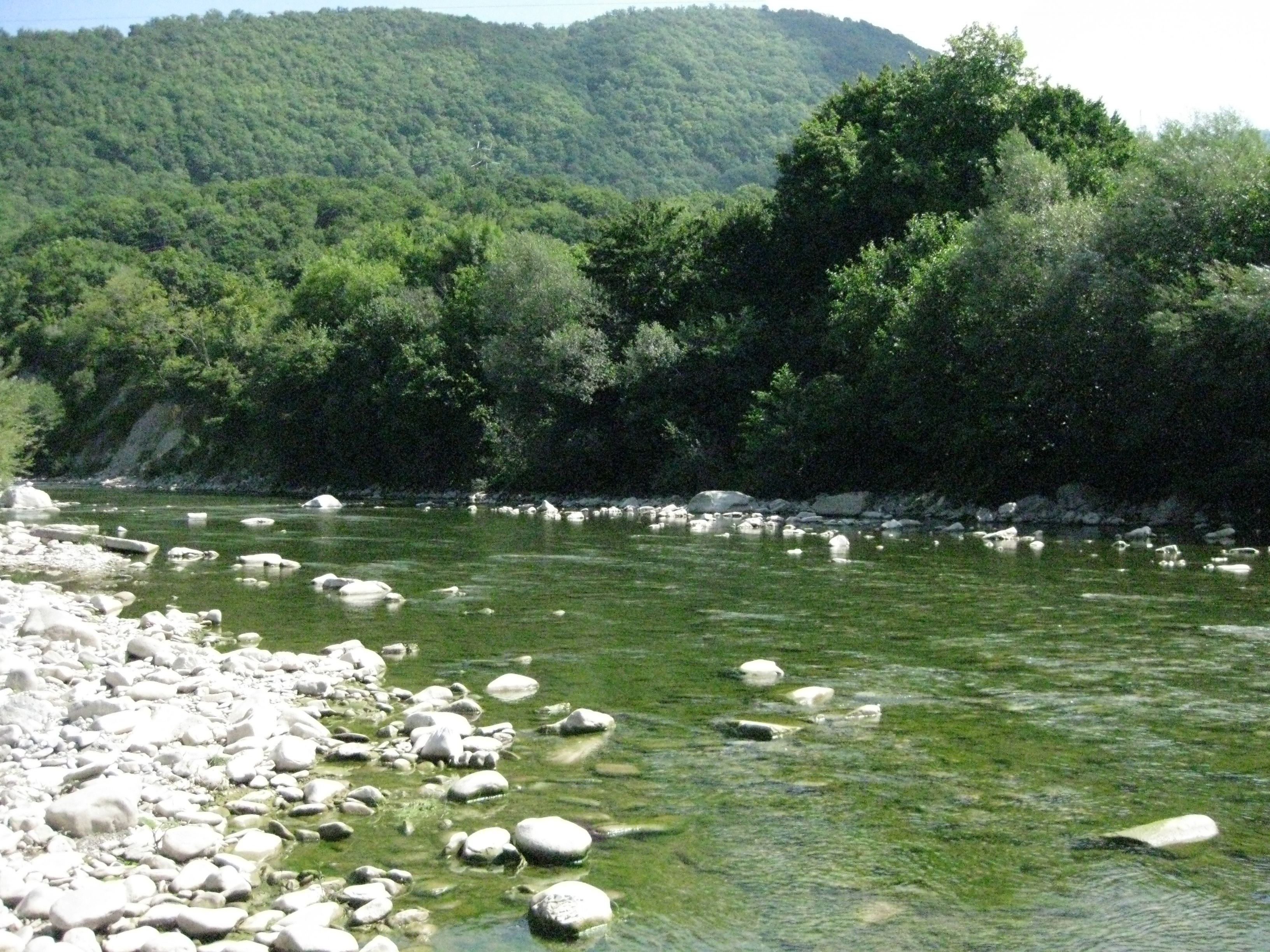
Curso del Ashé.
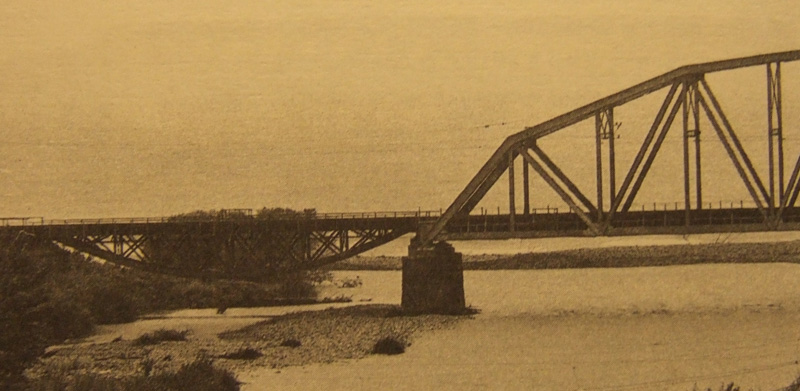
Puente en 1988.